# Paul Neuhuys
 (août 2022).
Si vous disposez d'ouvrages ou d'articles de référence ou si vous connaissez des sites web de qualité traitant du thème abordé ici, merci de compléter l'article en donnant les références utiles à sa vérifiabilité et en les liant à la section « Notes et références ».
Paul François Désiré Neuhuys, né à Anvers le 16 septembre 1897 et mort le 16 septembre 1984, était un poète belge, et également auteur d'études critiques.   

## Biographie
Paul Neuhuys était le fils d'un homme descendant de peintres néerlandais et d'une femme suisse. Bien que flamand d'origine, il a écrit essentiellement en français.
Adhérant au mouvement Dada, il avait créé, avec Willy Koninck, au début des années 1920, la revue Ça ira ! qui se veut ouverte aux avant-garde européennes. La revue reçoit les encouragements de Jean Cocteau, Pascal Pia et André Salmon et fait connaître Fernand Dumont, Michel de Ghelderode, Marcel Lecomte, Marcel Mariën, Henri Michaux, Géo Norge, Clément Pansaers, Charles Plisnier...
En 1924, il a épousé Marie-Georgette Nyssens de deux ans son aîné. Le couple a eu deux fils.  
Il est inhumé au cimetière de Deurne.

## Œuvres
Prose et poésie :
- La Source et l'Infini (1914)
- Loin du tumulte (1918)
- Le Canari et la Cerise (1921)
- Le Zèbre handicapé (1922)
- L'Arbre de Noël (1927)
- Le Marchand de sable (1931)
- Naissance d'Adonis (1932)
- Dans le Monde du Sommeil (1933)

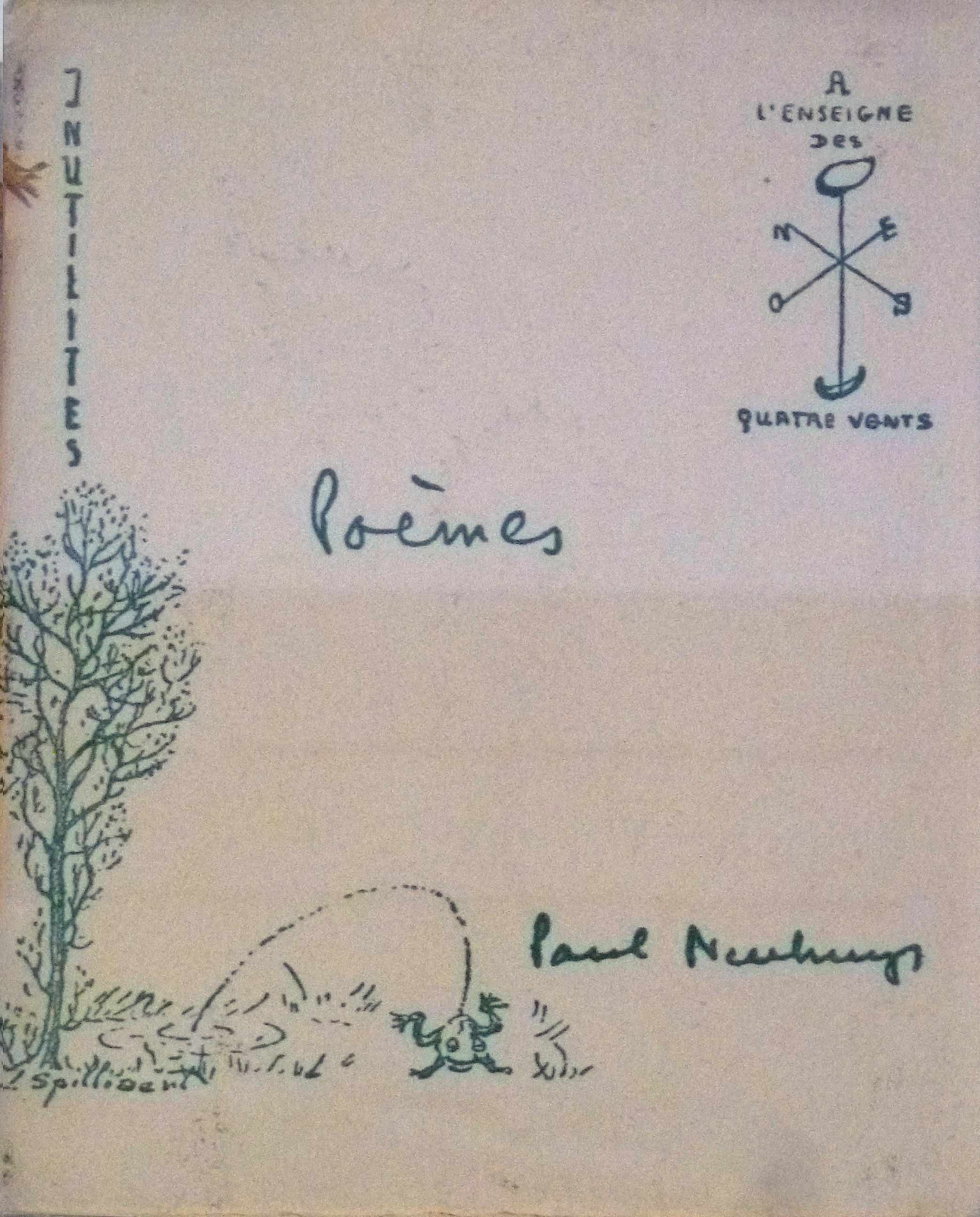
"Inutilités" ; illustrations par Léon Spilliaert

- Zibeline ou ce qui est différé devient indifférent. Pièce en trois actes (1933)
- Asvlamor (1935)
- La Fontaine de Jouvence (1936)
- Fables (1939) (Illustré par Yetta Nyssens)
- Inutilités (1941)
- Message - Parentales - Message - Tour d'Horizon (1941)
- Les poivriers de Béotie. Avec neuf dessins et un hors-texte de Jan Vaerten (1941)
- Le Secrétaire d'acajou (1946)
- La joueuse d'ocarina (1947)
- Les Archives du Prieuré (1953)
- Salutations anversoises. Florilège. Préface par Norge. (1954)
- La Draisienne de L'Incroyable (1959)
- Le Carillon de Carcassonne (1961)
- Le Cirque Amaryllis (1963)
- L'Herbier magique d'Uphysaulune (1972)
- On a beau dire (1921-1977) - anthologie
- Octavie. Place Verte - Le Spéculum d'Euclide - Octavie- Le Cinéma du Samedi (1977)
- L'Agenda d'Agénor. Bel Aubepin ravi. Que sont nos amis devenus... (1984)
- Ville. Salutation Anervoises (1954)

### Essais et anthologies critiques
- Juvenilia (Anthologie de l'enfant) , 1932
- Mémoires à dada, Le Cri, Bruxelles, 1996
- Soirées d'Anvers. Notes et essais, Pandora, Gand, 1997
- Dada ! Dada ? Poèmes 1920-1977, traduit et postfacé par Henri-Floris Jespers, Uitgeverij Jef Meert, Anvers, 2000